# Plectris calcarata
Plectris calcarata är en skalbaggsart som beskrevs av Frey 1967. Plectris calcarata ingår i släktet Plectris och familjen Melolonthidae. Inga underarter finns listade i Catalogue of Life.